# Elżbieta Neumann
Elżbieta Neumann (ur. 1924 r., zm. 25 kwietnia 2019 r.) – ostatnia przedstawicielka przedwojennej wrocławskiej Polonii.

## Życiorys
Urodziła się w 1924 r., była córką nauczycielki z Wielkopolski i kupca z Nysy. Razem z matką uczestniczyła w Kongresie Związku Polaków w Niemczech w 1938 r. W młodości mieszkała we Wrocławiu, opuściła miasto 21 stycznia 1945 r., gdy jej kamienicę niemieckie dowództwo twierdzy kazało spalić. Po wojnie mieszkała w Dzierżoniowie. W 2018 r. otrzymała medal prezydenta Wrocławia Merito de Wratislavia - Zasłużony dla Wrocławia. Zmarła 25 kwietnia 2019 r. jako ostatnia przedstawicielka przedwojennej wrocławskiej Polonii.